# 阿尔弗雷德·牛顿·理查兹
阿尔弗雷德·牛顿·理查兹（1876年3月22日—1966年3月24日）是一位美国药理学家，专攻肾脏功能研究，1947至1950年间曾担任美国国家科学院主席。